# Zythos Bierfestival
Het Zythos Bierfestival is een jaarlijkse Belgisch bierfestival met een eraan gekoppelde proefwedstrijd georganiseerd door de consumentenvereniging Zythos.

## Geschiedenis
Het festival wordt sinds 2004 georganiseerd en in de beginjaren was dit in de stadsfeestzaal te Sint-Niklaas. Deze werd echter gesloopt voor een woonproject en men week uit naar het Bauhaus even verder.
Deze zaal voldeed ook niet aan de gewenste oppervlakte en men week uit in 2012 naar de Brabanthal te Leuven. Door deze verhuis werd ook de vaste datum verlegd van het eerste volledige weekend van maart naar het laatste volledige weekend van april.
Door de coronapandemie waren er geen edities in 2020 en 2021. In 2022 op de 17e editie van het Zythos Bierfestival te Leuven werden 707 verschillende bieren aangeboden door een recordaantal van 108 Belgische bierbrouwerijen en bierfirma’s. Na acht edities in Sint-Niklaas en negen in Leuven verhuisde het festival in 2023 naar Kortrijk.

## Overzicht jaren
| Jaar | Datum       | Locatie                      | Publieksprijs                                                                 | Aantal bieren | Aantal bezoekers |
| ---- | ----------- | ---------------------------- | ----------------------------------------------------------------------------- | ------------- | ---------------- |
| 2006 | 3-5 maart   | Stadsfeestzalen Sint-Niklaas | Vicaris Tripel van Brouwerij Dilewyns                                         |               |                  |
| 2007 | 2-4 maart   | Sint-Niklaas                 | Vicardin van Brouwerij Dilewyns                                               |               |                  |
| 2008 | 7-9 maart   | Sint-Niklaas                 | Gouden Carolus Hopsinjoor van brouwerij Het Anker                             |               |                  |
| 2009 | 6-8 maart   | Sint-Niklaas                 | Cosmos Porter van de brouwerij De Dolle Brouwers                              |               |                  |
| 2010 | 5-7 maart   | Sint-Niklaas                 | Troubadour Magma van brouwerij The Musketeers                                 |               |                  |
| 2011 | 4-6 maart   | Sint-Niklaas                 | Peated Oak-Aged Embrasse van brouwerij De Dochter van de Korenaar             |               |                  |
| 2012 | 27-29 april | Brabanthal Leuven            | Duvel Tripel Hop van brouwerij Moortgat                                       |               |                  |
| 2013 | 19-21 april | Brabanthal Leuven            | Extase van brouwerij De Dochter van de Korenaar                               |               |                  |
| 2014 | 25-27 april | Brabanthal Leuven            | Crime Passionnel van brouwerij De Dochter van de Korenaar                     | 515           | 16.500           |
| 2015 | 25-26 april | Brabanthal Leuven            | Triest IPA Dry Hopping van microbrouwerij Den Triest                          |               | 17.000           |
| 2016 | 23-24 april | Brabanthal Leuven            | La renaissance 1,5 years barrel aged van brouwerij De Dochter van de Korenaar |               |                  |
| 2017 | 22-23 april | Brabanthal Leuven            | Gouden Carolus Cuvée van de Keizer Whisky Infused van brouwerij Het Anker     |               |                  |
| 2018 | 28-29 april | Brabanthal Leuven            | Gouden Carolus Cuvée van de Keizer Whisky Infused van brouwerij Het Anker     | 496           | 12.500           |
| 2019 | 27-28 april | Brabanthal Leuven            | Gouden Carolus Cuvée van de Keizer Whisky Infused van brouwerij Het Anker     | 588           | 9750             |
| 2020 | 25-26 april | Brabanthal Leuven            | Geannuleerd door de coronapandemie                                            |               |                  |
| 2022 | 23-24 april | Brabanthal Leuven            | Nieuwe geplande editie                                                        | 707           |                  |
| 2023 | 22-23 april | LandMarck Hal K, Kortrijk    |                                                                               |               |                  |

## Publieksprijs
De bezoekers kunnen van alle aanwezig brouwers en bieren proeven. Hierbij kunnen ze stemmen op hun favoriete bier. Na één week wordt zo een publieksprijs uitgereikt.

## Standprijs
De prijs voor de beste stand bestaat sinds 2012.
- 2012 - Bierfirma Brouwers Verzet
- 2013 - De geuzestekerij De Cam
- 2014 - Groenendael & La Cress
- 2015 - Brouwerij Van Campenhout
- 2016 - Bierfirma Groendendael
- 2017 - Brouwerij Den Herberg
- 2018 - Brouwerij ’t Verzet
- 2019 - Brouwerij ’t Verzet